# Heads for Sale

Heads for Sale (女俠賣人頭) est un film hongkongais réalisé par Cheng Chang-ho et sorti en 1970. 

## Histoire
Hua Bi-lian, l'héritière d'une famille martiale de réputation douteuse, une jeune personne irascible peinant à trouver un époux, fugue de rage après qu'un jeune homme (Luo Hong-xun) qu'elle convoitait ait à son tour rejeté ses avances. Au gré de ses pérégrinations, elle se mêle d'affaires ne la concernant pas et entre ainsi en conflit avec un groupe de jeunes hommes travaillant dans le domaine des arts martiaux, ce qui va la conduire à se livrer à la vente éponyme de têtes humaines à la criée.

## Fiche technique
- Titre original : 女俠賣人頭
- Réalisation : Cheng Chang Ho
- Scénario : Yeh I-fang
- Photographie : Ho Lan-shan
- Musique : Wang Fu-ling
- Société de production : Shaw Brothers
- Pays d'origine : Hong Kong
- Langue originale : mandarin
- Format : couleurs - 2,35:1 - mono - 35 mm
- Genre : wuxiapian
- Durée : 81 min
- Date de sortie : 1970

## Distribution
- Chiao Chiao : Hua Bi-lian, une mijaurée experte en arts martiaux, héritière de la famille Hua
- Chen Liang : Luo Hong-xun, une fine lame, héritier de la famille Luo
- Wang Hsieh : Bao Zi-an, un redoutable combattant, ami de monsieur Hua
- Ching Miao : Hua Zhen-fang, un ancien délinquant, père de Bi-lian
- Helen Ma : Bao Jin-hua, fille de monsieur Bao, experte en arts martiaux
- Chen Yan-yan : madame Luo, mère de Hong-xun
- Fan Mei-sheng : Wan San-ju, un jeune brave
- Li Zhuozhuo : madame Hua, mère de Bi-lian, experte en arts martiaux
- Tsang Choh-lam : employé d'un casino